# Grêmio Foot-Ball Porto Alegrense
Grêmio FBPA (Grêmio Foot-Ball Porto Alegrense) är brasiliansk fotbollsklubb från Porto Alegre i Rio Grande do Sul. Klubben grundades den 15 september 1903. Klubben har blivit brasilianska mästare två gånger, 1981 och 1996. Det var här Ronaldinho började sin karriär som 17-åring. Även Ronaldinhos bror, Roberto Assis, har spelat här. 2013 spelade veteranen Dida i klubben som bland annat varit en världsmålvakt i AC Milan och Brasilien. 1983 vann man både Copa Libertadores och Interkontinentalcupen, 1995 vann man återigen Copa Libertadores.
2017 vann man på nytt Copa Libertadores, och kvalificerade sig för spel vid klubblags-VM i Förenade Arabemiraten, där man gick till final men fick stryk med 0-1 mot spanska Real Madrid CF.

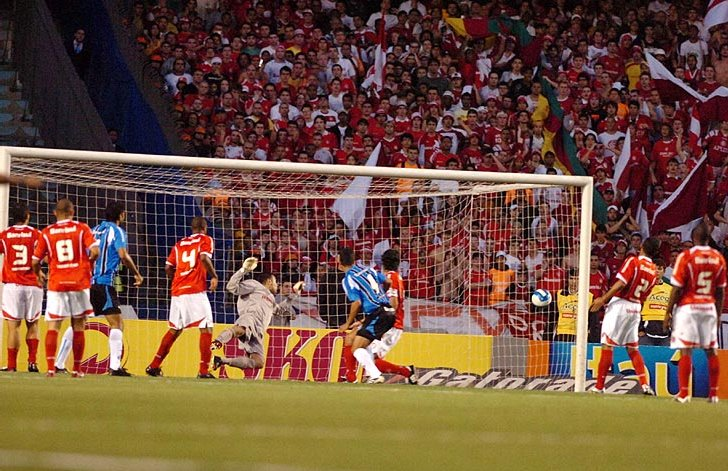
Lokalderby mellan Grêmio FBPA och SC Internacional i december 2007.

Deras värsta rivaler är SC Internacional, som kommer från samma stad, och när de möts brukar det bli hårda lokalderbymatcher.

## Kända spelare
Se också Spelare i Grêmio
- Grafite
- Ronaldinho

### Fotnoter
1. ↑  David Berg (16 december 2017). ”Grêmio vann Copa Libertadores!”. Svenska fans. https://www.svenskafans.com/varlden/gremio-vann-copa-libertadores--579707.aspx. Läst 16 december 2017.
2. ↑  Fredrik Jönsson (30 maj 2016). ”Ronaldo hjälte när Real Madrid vann VM för klubblag” (på svenska). Sportbladet. https://www.aftonbladet.se/sportbladet/fotboll/a/G1aA5x/ronaldo-hjalte-nar-real-madrid-vann-vm-for-klubblag. Läst 16 december 2017.
3. ↑  David Berg (3 november 2013). ”Fred avgjorde ännu ett derby”. Svenska fans. https://www.svenskafans.com/varlden/fred-avgjorde-annu-ett-derby-553497.aspx. Läst 16 december 2017.
4. ↑  David Berg (3 november 2013). ”Veckans topp 5: Brasilianska derbyn”. Svenska fans. https://www.svenskafans.com/varlden/veckans-topp-5-brasilianska-derbyn-492563.aspx. Läst 16 december 2017.